# لوسي آلان
لوسي إليزابيث آلان (من مواليد 2 أكتوبر 1964) هي سياسية عضو البرلمان بريطانية عن دائرة تيلفورد منذ الانتخابات العامة 2015، حتى التنحي في الانتخابات العامة 2024. قبل انتخابها نائبة عن حزب المحافظين، كانت عضوًا في مجلس واندسوورث لندن بورو من عام 2006 إلى عام 2012. أصبحت أول عضوة برلمانية من محافظين في البرلمان تمثل دائرة تيلفورد الانتخابية عام 2015. أُعيد انتخابها في الانتخابات العامة لعامي 2017 و2019. شغلت منصب السكرتيرة البرلمانية الخاصة لزعيم مجلس العموم، جاكوب ريس موغ من عام 2020 إلى عام 2022. وفي نوفمبر 2021، تم تعيينها في لجنة اختيار الرعاية الصحية والاجتماعية. في مايو 2024 قبل 3 أيام من نهاية فترة ولايتها، تم تعليق عضوية آلان في حزب المحافظين لدعمها العلني لمرشح الإصلاح البريطاني عن تيلفورد آلان آدامز.